# Teulada, Spanien
Teulada är en kommun i Spanien.   Den ligger i provinsen Provincia de Alicante och regionen Valencia, i den östra delen av landet, 400 km sydost om huvudstaden Madrid. Antalet invånare är 14 578. Arean är 32 kvadratkilometer. Teulada gränsar till Benissa, Denia, Gata de Gorgos, Benitachell och Javea. 
Terrängen i Teulada är platt åt sydväst, men åt nordost är den kuperad.